# Morgan Schneiderlin
Morgan Schneiderlin (phát âm tiếng Pháp: [mɔʁgan ʃnedəʁlin]; sinh ngày 8 tháng 11 năm 1989) là cầu thủ chuyên nghiệp người Pháp chơi ở vị trí tiền vệ, hiện đang đá cho câu lạc bộ Nice tại Ligue 1.
Schneiderlin sinh ra ở Zellwiller, anh khởi nghiệp cầu thủ với một câu lạc bộ địa phương RC Strasbourg trước khi đến Anh để gia nhập đội bóng Southampton tháng 6 năm 2008. Anh đã ra sân 260 lần trên mọi đấu trường trong màu áo Southampton suốt 7 mùa giải và tiến bộ vượt bậc trong môi trường Premier League. Schneiderlin gia nhập Manchester United vào tháng 7 năm 2015.
Sau khi chơi cho lứa U-16 Pháp, anh được đôn lên đội hình chính và có màn ra mắt trong trận đấu cấp quốc tế năm 2014, và sau đó cùng tuyển quốc gia Pháp tham dự kỳ World Cup 2014 tại Brazil.

### RC Strasbourg
Sinh ra ở Zellwiller, Alsace miền Đông nước Pháp, Schneiderlin bắt đầu chơi bóng đá với bạn bè của mình tại sân bóng đá Réunis zellwiller ở địa phương nhưng anh đã bắt đầu sự nghiệp của mình sau này với đội trẻ câu lạc bộ RC Strasbourg năm 1995, sau khi các thành viên trong gia đình mang anh đến gặp trinh sát viên của đội bóng. Sau 10 năm chơi ở đội trẻ thiếu niên anh đã ký bản hợp đồng chuyên nghiệp đầu tiên với RC Strasbourg năm 2005 và được lên đá ở đội hình B vào cuối năm ấy. Năm 2006, Schneiderlin khởi đầu ở giải chuyên nghiệp cấp cao Ligue 1 với 5 lần ra sân trước khi được rao bán khi RC Strasbourg phải xuống hạng ở mùa giải 2007-2008.

### Southampton
Morgan Schneiderlin gia nhập câu lạc bộ Southampton ngày 27 tháng 6 năm 2008 từ RC Strasbourg với bản hợp đồng 4 năm cùng mức phí chuyển nhượng 1,5 triệu €(1,2 triệu £). Schneiderlin có màn ra mắt câu lạc bộ trong chiến thắng 2-1 trước Cardiff City ngày 9 tháng 8 năm 2008. Tiền vệ người Pháp có bàn thắng đầu tiên của anh vào lưới Bristol Rovers ngày 13 tháng 4 năm 2010 trong chiến thắng 5-1. Morgan Schneiderlin ký hợp đồng mới với The Saint (biệt biệu của Southampton) vào ngày 19 tháng 8 năm 2011 giữ anh ở lại đội bóng đến mùa hè năm 2014.
Schneiderlin có mùa bóng đầu tiên cùng Southampton ở giải đấu hàng đầu Premier League và chơi 90 phút trong trận mở màn màu giải trước Manchester City. Ngày 2 tháng 9 năm 2012, anh ghi bàn đầu tiên nâng tỉ số lên 2-1 trước Manchester United nhưng chung cuộc Southampton thua ngược 3-2 bằng cú hat-trick của Van Persie. Anh tiếp tục ghi bàn trong trận Southampton hòa Swansea City 1-1 ngày 10 tháng 11 năm 2012.
Ngày 16 tháng 1 năm 2013,Schneiderlin đeo băng thủ quân trong trận hòa 2-2 trước Chelsea trên sân Stamford Bridge tại giải vô địch châu Âu. Anh sau đó ghi tiếp bàn thắng thứ 3 trong trận hòa 2-2 tước Wigan Athletic ngày 2 tháng 2 giúp Southampton san bằng tỉ số khi họ bị dẫn trước. Ngày 25 tháng 2 năm 2013, Schneiderlin ký tiếp bản hợp đồng dài hạn với đội chủ sân Saint Mary đến mùa hè năm 2017. Vào cuối mùa giải Schneiderlin được ghi nhận là cầu thủ có số pha cản phá nhiều nhất, đánh chặn và cường độ vận đông trên sân cao nhất tại Premier League. Anh trở thành tiền vệ tổ chức tốt nhất ở Anh. Schneiderlin nhận cú đúp giải thưởng cầu thủ của năm và cầu thủ được Fan yêu thích nhất trong đội hình Southampton vào cuối mùa giải.
Schneiderlin lập cú đúp trong chiến thắng 3-1 trước West Ham United ngày 30 tháng 8 năm 2014, san bằng thành tích ghi bàn của anh ở mùa giải trước tại Premier League. Anh ghi bàn trong trận đối đầu Newcastle United ngày 13 tháng 9 năm 2014 trong chiến thắng 4-0 cho The Saint. Ngày 8 tháng 12, anh bị truất quyền thi đấu vào 2 phút cuối của hiệp hai trong trận hòa 1-1 trước Chelsea. Schneiderlin mắc phải một chấn thương đầu gối nghêm trọng khi Southampton đối đầu Tottenham Hotspur ngày 25 tháng 4 năm 2015. Chấn thương này khiến anh phải ngồi ngoài suốt cả phần còn lại của mùa giải.

### Manchester United
Ngày 13 tháng 7 năm 2015, câu lạc bộ Manchester United thông báo rằng họ đã hoàn thành việc ký hợp đồng với Schneiderlin với mức phí chuyển nhượng là 24 triệu bảng Anh và mức phí có thể lên đến 27 triệu bảng trong các điều kiện bổ sung. Anh ký một bản hợp đồng 4 năm với câu lạc bộ và kèm theo đó là thêm 1 năm nữa nếu chơi tốt.
Ngày 14 tháng 7 năm 2015, anh có màn ra mắt CLB mới và ghi bàn thắng duy nhất bằng pha đánh đầu trong trận thắng 1-0 trước Club América trong khuôn khổ giao hữu. Ngày 17 tháng 10, Schneiderlin có bàn thắng đầu tiên tại giải Ngoại hạng Anh khi anh mở tỉ số trong trận Manchester United đả bại Everton 3-0.

## Thống kê sự nghiệp

### Câu lạc bộ
Tính đến 21 tháng 5 năm 2017.
| Câu lạc bộ          | Mùa giải            | Giải đấu            | Giải đấu      | Giải đấu     | Cúp quốc gia  | Cúp quốc gia | Cúp liên đoàn | Cúp liên đoàn | Châu Âu/Giải khác | Châu Âu/Giải khác | Tổng cộng     | Tổng cộng    |
| Câu lạc bộ          | Mùa giải            | Giải đấu            | Số lần ra sân | Số bàn thắng | Số lần ra sân | Số bàn thắng | Số lần ra sân | Số bàn thắng  | Số lần ra sân     | Số bàn thắng      | Số lần ra sân | Số bàn thắng |
| ------------------- | ------------------- | ------------------- | ------------- | ------------ | ------------- | ------------ | ------------- | ------------- | ----------------- | ----------------- | ------------- | ------------ |
| Strasbourg B        | 2005–06             | CFA                 | 2             | 0            | 0             | 0            | 0             | 0             | —                 | —                 | 2             | 0            |
| Strasbourg B        | 2006–07             | CFA                 | 22            | 3            | 0             | 0            | 0             | 0             | —                 | —                 | 22            | 3            |
| Strasbourg B        | 2007–08             | CFA                 | 13            | 2            | 0             | 0            | 0             | 0             | —                 | —                 | 13            | 2            |
| Strasbourg B        | Tổng cộng           | Tổng cộng           | 37            | 5            | 0             | 0            | 0             | 0             | —                 | —                 | 37            | 5            |
| Strasbourg          | 2006–07             | Ligue 2             | 2             | 0            | 0             | 0            | 0             | 0             | —                 | —                 | 2             | 0            |
| Strasbourg          | 2007–08             | Ligue 1             | 3             | 0            | 0             | 0            | 0             | 0             | —                 | —                 | 3             | 0            |
| Strasbourg          | Tổng cộng           | Tổng cộng           | 5             | 0            | 0             | 0            | 0             | 0             | —                 | —                 | 5             | 0            |
| Southampton         | 2008–09             | Championship        | 30            | 0            | 1             | 0            | 2             | 0             | —                 | —                 | 33            | 0            |
| Southampton         | 2009–10             | League One          | 37            | 1            | 4             | 0            | 2             | 0             | 4                 | 0                 | 47            | 1            |
| Southampton         | 2010–11             | League One          | 27            | 0            | 2             | 0            | 1             | 0             | 1                 | 0                 | 31            | 0            |
| Southampton         | 2011–12             | Championship        | 42            | 2            | 1             | 0            | 4             | 0             | —                 | —                 | 47            | 2            |
| Southampton         | 2012–13             | Premier League      | 36            | 5            | 1             | 0            | 0             | 0             | —                 | —                 | 37            | 5            |
| Southampton         | 2013–14             | Premier League      | 33            | 2            | 3             | 0            | 0             | 0             | —                 | —                 | 36            | 2            |
| Southampton         | 2014–15             | Premier League      | 25            | 4            | 1             | 1            | 3             | 0             | —                 | —                 | 29            | 5            |
| Southampton         | Tổng cộng           | Tổng cộng           | 230           | 14           | 13            | 1            | 11            | 0             | 5                 | 0                 | 260           | 15           |
| Manchester United   | 2015–16             | Premier League      | 29            | 1            | 3             | 0            | 0             | 0             | 7                 | 0                 | 39            | 1            |
| Manchester United   | 2016–17             | Premier League      | 3             | 0            | 0             | 0            | 2             | 0             | 3                 | 0                 | 8             | 0            |
| Manchester United   | Tổng cộng           | Tổng cộng           | 32            | 1            | 3             | 0            | 2             | 0             | 10                | 0                 | 47            | 1            |
| Everton             | 2016–17             | Premier League      | 14            | 1            | 0             | 0            | 0             | 0             | 0                 | 0                 | 14            | 1            |
| Everton             | Tổng cộng           | Tổng cộng           | 14            | 1            | 0             | 0            | 0             | 0             | 0                 | 0                 | 14            | 1            |
| Tổng cộng sự nghiệp | Tổng cộng sự nghiệp | Tổng cộng sự nghiệp | 318           | 21           | 16            | 1            | 14            | 0             | 15                | 0                 | 363           | 22           |

1. 1 2  Appearance(s) in Football League Trophy

### Đội tuyển quốc gia
Tính đến ngày 17 tháng 11 năm 2015.
| Đội tuyển quốc gia | Năm       | Số lần ra sân | Số bàn thắng |
| ------------------ | --------- | ------------- | ------------ |
| Pháp               | 2014      | 7             | 0            |
| Pháp               | 2015      | 8             | 0            |
| Tổng cộng          | Tổng cộng | 15            | 0            |